# Jhonatan Narváez
Jhonatan Manuel Narváez Prado (* 4. března 1997) je ekvádorský profesionální silniční cyklista jezdící za UCI WorldTeam UAE Team Emirates XRG.

## Kariéra
Narváez se narodil v obci El Playón de San Francisco, v ekvádorské provincii Sucumbíos. Ve škole byl členem cyklistického klubu založeného jeho učitelem a olympionikem Juanem Carlosem Roserem. Tento klub také utvořil několik dalších profesionálních cyklistů, například Richarda Carapaze a Jonathana Caiceda. Narváez se v roce 2015 stal několikanásobným juniorským panamerickým šampionem. V roce 2016 se Narváez připojil k týmu Klein Constantia.
Svou sezónu 2017 Narváez začal na závodu Volta ao Alentejo. Podařilo se mu vyhrát etapový závod Circuit des Ardennes se dvěma 2. místy v etapách i přes pád v poslední etapě. Stal se tak nejmladším vítězem závodu za posledních 10 let.
V roce 2018 se Narváez připojil k UCI WorldTeamu Quick-Step Floors, když s týmem podepsal tříletou smlouvu, čímž se stal teprve druhým Ekvádorcem v UCI World Tour. Na konci roku 2018 Narváez přerušil svůj kontrakt s týmem Quick-Step Floors a namísto toho podepsal na následující rok smlouvu s Teamem Sky.
V květnu 2019 byl jmenován na startovní listině Gira d'Italia 2019. Závod dokončil na celkovém 80. místě. Následující rok se Gira zúčastnil znovu a i přesto, že závod nedokončil, tak vyhrál 12. etapu, která byla klasifikována jako středně těžká. Narváez proťal cílovou pásku s náskokem přes minutu na druhého Marka Paduna a s náskokem skoro 7 minut na třetího Simona Clarka.

## Hlavní výsledky

### Silniční cyklistika
2014
Panamerické mistrovství
 2. místo silniční závod juniorů
2015
Panamerické mistrovství
 2. místo silniční závod juniorů
 3. místo časovka juniorů
2016
Národní šampionát
 vítěz časovky do 23 let
Panamerické mistrovství
 2. místo časovka do 23 let
Tour de Savoie Mont Blanc
5. místo celkově
 vítěz vrchařské soutěže
2017
Národní šampionát
 vítěz silničního závodu
Circuit des Ardennes
 celkový vítěz
 vítěz soutěže mladých jezdců
Colorado Classic
 vítěz soutěže mladých jezdců
Tour of the Gila
6. místo celkově
 vítěz soutěže mladých jezdců
vítěz 5. etapy
2018
Adriatica Ionica Race
vítěz 1. etapy (TTT)
Národní šampionát
2. místo silniční závod
2. místo La Drôme Classic
Tour de Wallonie
5. místo celkově
6. místo Classic Sud-Ardèche
7. místo Dwars door West-Vlaanderen
Colombia Oro y Paz
10. místo celkově
2020
Settimana Internazionale di Coppi e Bartali
 celkový vítěz
 vítěz bodovací soutěže
 vítěz soutěže mladých jezdců
vítěz 3. etapy
Giro d'Italia
vítěz 12. etapy
Tour de Wallonie
8. místo celkově
 vítěz soutěže mladých jezdců
10. místo Gran Trittico Lombardo
2021
9. místo Nokere Koerse
2022
4. místo BEMER Cyclassics
6. místo Strade Bianche
6. místo E3 Saxo Bank Classic
2023
Panamerické hry
 vítěz silničního závodu
Kolem Rakouska
 celkový vítěz
 vítěz bodovací soutěže
vítěz etap 2, 3 a 5
2024
Národní šampionát
 vítěz silničního závodu
Tour Down Under
2. místo celkově
Giro d'Italia
vítěz 1. etapy
5. místo Cadel Evans Great Ocean Road Race

#### Výsledky na Grand Tours
| Grand Tour      | 2019 | 2020 | 2021 | 2022 | 2023 | 2024 |
| --------------- | ---- | ---- | ---- | ---- | ---- | ---- |
| Giro d'Italia   | 80   | DNF  | 49   | 42   |      | 28   |
| Tour de France  | —    | —    | —    | —    |      |      |
| Vuelta a España | —    | —    | DNF  | —    |      |      |

| —   | Nezúčastnil se |
| DNF | Nedokončil     |

### Dráhová cyklistika
2015
Panamerické mistrovství juniorů
 vítěz individuální stíhačky
 vítěz bodovacího závodu